# Ligue ACT 2010
La Ligue San Miguel ou Ligue ACT est la ligue de catégorie maximale du sport de l'aviron dans la Cote cantabrique. Elle a été créée par l'Association des Clubs de trainières le 2 juillet 2003 après l'accord conclu par les Gouvernements les Communautés Autonomes des Asturies, de Cantabrie, de Galice et du Pays basque.
L'été 2010 s'est déroulé la huitième saison avec la victoire de Urdaibai. Zarautz est descendu de catégorie et Camargo a été promu.

## Résultats
| Classement Points (Victoires) | Équipe                    | Nom de la Trainière | Localité (Province)                    |
| 1er. 190 (9)                  | Urdaibai Umpro Avia       | Bou Bizkaia         | Bermeo (Biscaye Pays basque)           |
| 2e. 183 (4)                   | Grupo Eibar Orio          | Mirotza             | Orio (Guipuscoa Pays basque)           |
| 3e. 145 (1)                   | Pasaia Donibane Iberdrola | Erreka              | Pasaia (Guipuscoa Pays basque)         |
| 4e. 144 (1)                   | Naturhouse Castro         | La Marinera         | Castro-Urdiales (Cantabrie )           |
| 5e. 131 (1)                   | Pedreña                   | Marina de Cudeyo    | Pedreña, Marina de Cudeyo (Cantabrie ) |
| 6e. 127 (1)                   | Astillero                 | San José XIII       | El Astillero (Cantabrie )              |
| 7e. 114                       | Tirán Pereira             | Pereira             | Moaña (Pontevedra Galice)              |
| 8e. 113                       | San Pedro Elcomare        | Libia               | Pasaia (Guipuscoa Pays basque)         |
| 9e. 90 (1)                    | Hondarribia               | Ama Guadalupekoa    | Fontarrabie (Guipuscoa Pays basque)    |
| 10e. 89                       | Kaiku                     | Bizkaitarra         | Sestao (Biscaye Pays basque)           |
| 11e. 40                       | Zumaia Altuna y Uria      | Telmo Deun          | Zumaia (Guipuscoa Pays basque)         |
| 12e. 18                       | Zarautz Inmobiliaria Orio | Enbata              | Zarautz (Guipuscoa Pays basque)        |